# NGC 2882
NGC 2882 (również PGC 26781 lub UGC 5030) – galaktyka spiralna (S?), znajdująca się w gwiazdozbiorze Lwa. Odkrył ją Albert Marth 6 marca 1864 roku.